# Veiros (Estremoz)
Veiros is een plaats (freguesia) in de Portugese gemeente Estremoz en telt 1233 inwoners (2001).